# International Material Data System
IMDS (International Material Data System) est un Système International de collecte de Données Matières de la filière automobile dans le cadre des réglementations sur les Véhicules Hors d’Usage (VHU) et de REACH.

## Introduction
Les exigences règlementaires environnementales évoluent rapidement. À la restriction d’emploi de substances (Directive européenne 2000/53/CE) viennent maintenant s’ajouter l’homologation recyclage (Directive européenne 2005/64/CE) et le règlement européen REACH (1907/2006).
Pour répondre à ces réglementations et à leurs évolutions, un collectif de 8 constructeurs automobiles (Audi, BMW, Daimler Chrysler, Ford, General Motors, Porsche, Volkswagen et Volvo) ont développé en octobre 1999 une base de données dans laquelle tous les acteurs de l’industrie automobile vont déclarer les compositions détaillées des composants et matières qu’ils livrent. Ainsi, toutes les matières employées pour la fabrication de véhicules y sont archivées et suivies.
Le but de ces règlements sur les véhicules hors d’usage (VHU) est de prévenir la création de déchets en améliorant la conception des produits et de développer le recyclage et la réutilisation des déchets. 
Grâce à IMDS, il est possible de retrouver et de suivre les engagements des constructeurs automobiles et de leurs fournisseurs sur les lois et règlementations environnementales nationales et internationales.

## Listes de produits interdits
Le système IMDS est basé sur des listes de substances interdites ou soumises à déclaration selon les taux dans lesquels ces matières sont présentes dans les composants ou matériaux.
Les constructeurs automobiles présents dans la base, qui avant la création de IMDS avaient leurs propres listes, les ont harmonisés en une liste commune appelée GADSL (Global Automotive Declarable Substance List), à l’exception de Renault qui utilise son propre référentiel, lui aussi intégré à IMDS (Listes des substances noires, grises et orange).
L’évolution des listes est constante et est fonction des nouvelles réglementations.

## Fonctionnement du système
IMDS est un système en ligne gratuit, édité entre 1999 et 2008 par EDS, et disponible en plusieurs langues (allemand, anglais, italien, espagnol, portugais, français, japonais, chinois mandarin, coréen). V7.1 depuis le 19/11/2009.
En août 2008 Hewlett-Packard a acquis EDS. La fusion entre les deux entreprises a été effective au 01/11/2009. Tous les actifs de EDS, y compris IMDS, ont été transférés chez HP qui est aujourd'hui l'éditeur de la base de données sans qu'il y ait pour autant d'incidence sur le fonctionnement du système.
Chaque entreprise qui y participe possède un numéro identifiant (ID).
Puisqu’il s’agit d’un système informatisé, IMDS identifie automatiquement les substances dangereuses en comparant les données saisies par les fournisseurs aux listes de substances interdites par l’intermédiaire de filtres que l’on peut appliquer ou non aux déclarations reçues de ses fournisseurs. Par conséquent les constructeurs peuvent tracer les substances dangereuses directement à la source et les éliminer.
Non seulement les matériaux interdits doivent être indiqués, mais aussi toutes les substances entrant dans la composition des pièces. La déclaration se fait au moyen de fiches (MDS Material Data Sheet). C'est pourquoi les substances et les matériaux des produits doivent être connus en détail. Les déclarations saisies par chaque fournisseur sont transmises au client vers le numéro identifiant (ID) de celui-ci. Chaque composant, semi-composant ou matériau est lui aussi rattaché à un numéro identifiant.
Une fois reçue par le destinataire, la MDS peut être soit refusée (refus à motiver), soit acceptée. Elle peut être alors incorporée à une autre déclaration d’un ensemble de composants et ainsi de suite jusqu’au véhicule final. On obtient alors une arborescence.

## Historique des Versions
| Date de Mise en Ligne | Version |
| --------------------- | ------- |
| 19.11.2009            | 7.1     |
| 04.06.2009            | 7.0     |
| 30.10.2008            | 6.1     |
| 24.04.2008            | 6.0     |
| 31.05.2007            | 5.0     |
| 07.12.2006            | 4.1     |
| 18.05.2006            | 4.0     |
| 01.03.2006            | 3.2     |
| 28.07.2005            | 3.1     |
| 23.06.2005            | 3.0     |
| 07.12.2004            | 2.2     |
| 18.03.2004            | 2.1.1   |
| 09.10.2003            | 2.1     |
| 12.06.2003            | 2.0     |
| 06.02.2003            | 1.9.1   |
| 02.11.2002            | 1.9     |
| 29.08.2002            | 1.8.4   |
| 23.07.2002            | 1.8.3   |
| 20.06.2002            | 1.8.2   |
| 25.04.2002            | 1.8.1   |
| 08.01.2002            | 1.7.2   |
| 03.12.2001            | 1.7.1   |
| 22.11.2001            | 1.7     |
| 31.07.2001            | 1.6.2   |
| 23.07.2001            | 1.6     |
| 30.04.2001            | 1.5     |
| 22.01.2001            | 1.4     |

## Liste des constructeurs présents dans IMDS

### Présence depuis 2000
| Constructeur   | Identifiant |
| -------------- | ----------- |
| Audi           | 38100       |
| Daimler        | 101         |
| Chrysler       | 71459       |
| Volvo          | 106         |
| Ford           | 102         |
| General Motors |             |
| Volkswagen     | 107         |
| Porsche        | 105         |
| BMW            | 103         |

### Arrivée en 2002
| Constructeur | Identifiant |
| ------------ | ----------- |
| Mazda        | 3100        |
| Bugatti      |             |
| Aston Martin | 15095       |
| Land Rover   | 1472        |
| Seat         |             |
| Fiat         | 1316        |
| Toyota       | 10674       |
| Ferrari      | 41053       |
| Saab         | 303         |
| Iveco        | 4772        |
| Opel         | 104         |
| Maserati     | 41053       |
| Bentley      |             |
| Jaguar       | 297         |
| Vauxhall     | 104         |

### Arrivée en 2003
| Constructeur | Identifiant |
| ------------ | ----------- |
| Subaru       |             |
| Isuzu        | 23778       |
| Suzuki       | 28413       |
| Ssangyong    | 71316       |
| Nissan       | 15484       |

### Arrivée en 2004
| Constructeur | Identifiant |
| ------------ | ----------- |
| Kia          | 71404       |
| Hyundai      | 71404       |

### Arrivée en 2006
| Constructeur           | Identifiant |
| ---------------------- | ----------- |
| Renault                | 10753       |
| Dacia                  | 10753       |
| Daewoo                 | 77285       |
| Renault Samsung Motors | 34496       |
| Chery                  | 65651       |

### Arrivée en 2007
| Constructeur            | Identifiant |
| ----------------------- | ----------- |
| Chrysler LLC            | 71459       |
| Ssangyong Motor Company | 64717       |

### Arrivée en 2008
| Constructeur | Identifiant |
| ------------ | ----------- |
| Shanghai GM  | 75773       |

### Arrivée en 2009
| Constructeur                              | Identifiant |
| ----------------------------------------- | ----------- |
| Scania                                    | 46016       |
| Mitsubishi Fuso Truck and Bus Corporation |             |
| Honda                                     | 84646       |

### Arrivée en 2010
| Constructeur                             | Identifiant |
| ---------------------------------------- | ----------- |
| Shanghai Automotive Industry Corporation | 87112       |
| Fisker Automotive                        | 85985       |

### Arrivée en 2017
| Constructeur        | Identifiant |
| ------------------- | ----------- |
| PSA Peugeot Citroën |             |

## Compléments